# Culex albipes
Culex albipes är en tvåvingeart som beskrevs av Lutz 1904. Culex albipes ingår i släktet Culex och familjen stickmyggor. Inga underarter finns listade i Catalogue of Life.